# Gaston Picard
Gaston Picard (Esch-sur-Alzette, 9 april 1926 – Hamm, 27 februari 2018) was een Luxemburgs kunstschilder.

## Leven en werk
Gaston Picard was een zoon van Nicolas Picard en Maria Siuda, zij hadden een tabakszaak in Esch. Hij kreeg zijn artistieke opleiding in Trier, aan de kunst- en ambachtsscholen in Zürich en Keulen en de École nationale supérieure des beaux-arts in Parijs.
Picard schilderde vooral landschappen, maar ontwierp ook glas-in-loodramen en een aantal oorlogsmonumenten. In 1948 vormde hij met studiegenoten Guill Schmitz en Lé Tanson de l'Equipe parisienne, zij exposeerden in dat jaar samen in Mondorf en Metz. In 1949 werd hij lid van de kunstenaarsvereniging Cercle Artistique de Luxembourg, waar hij tot 1953 deelnam aan de jaarlijkse salons. Hij was ook lid van het Comité de la Fédération des Patrons Peintres et Vitriers du Grand-Duché de Luxembourg. In de jaren 50 en 60 was Picard betrokken bij kerkrestauraties en verantwoordelijk voor het schilderwerk en wandschilderingen in onder andere de kerken van Itzig (1951), Dippach (1951) en Soleuvre (1954), daarnaast verzorgde hij onder meer de restauratie van drie altaren voor de herbouwde kerk van Hoffelt (1958). In 1979 werd Picard onderscheiden in de Orde van Verdienste van het Groothertogdom Luxemburg.
Picard trouwde in 1951 met Marie Glodé (1927-2018), zij kregen drie kinderen. De kunstenaar overleed op 91-jarige leeftijd.

## Enkele werken
- 1948 ontwerp affiche voor de Loterie Nationale
- ca. 1950 glas-in-loodramen in de Sint-Hubertuskerk van Itzig.[8]
- ca. 1950 glas-in-loodramen in de Sint-Clemenskerk van Tarchamps.[8]
- 1950 Monument aux morts in Grund, in opdracht van de organisatie Ligue Ons Jongen.
- 1951 Monument aux morts in Boxhorn.
- wegkruis in Greiveldange.

## Onderscheidingen
- 1979 médaille de vermeil in de Orde van Verdienste